# Scotobleps gabonicus
Scotobleps gabonicus is een kikker uit de familie Arthroleptidae. De soort werd voor het eerst wetenschappelijk beschreven door George Albert Boulenger in 1900. Later werd de wetenschappelijke naam Scotobleps camerunensis gebruikt. De kikker werd eerder tot de echte kikkers gerekend en is tegenwoordig de enige soort uit het monotypische geslacht Scotobleps.
Scotobleps gabonicus is een algemeen voorkomende soort die leeft in laaggelegen tropische bossen in Afrika. De kikker komt voor in de landen Congo-Kinshasa, Equatoriaal-Guinea, Gabon, Kameroen en Nigeria, in Congo-Brazzaville is de soort uitgezet. De voortplanting vindt plaats in stromend water; brede, ondiepe stroompjes met zanderige oevers hebben de voorkeur.
Astylosternus ·
Leptodactylodon ·
Nyctibates ·
Scotobleps ·
Trichobatrachus